# Trichomanes osmundoides
Trichomanes osmundoides là một loài dương xỉ trong họ Hymenophyllaceae. Loài này được DC. mô tả khoa học đầu tiên..
Danh pháp khoa học của loài này chưa được làm sáng tỏ. 